# (2472) Bradman
(2472) Bradman (1973 DG; 1975 VS6; 1975 XT3; 1978 SB7) ist ein ungefähr vier Kilometer großer Asteroid des inneren Hauptgürtels, der am 27. Februar 1973 vom tschechischen (damals: Tschechoslowakei) Astronomen Luboš Kohoutek an der Hamburger Sternwarte in Hamburg-Bergedorf (IAU-Code 029) entdeckt wurde.

## Benennung
(2472) Bradman wurde nach dem australischen Cricketspieler Donald Bradman (1908–2001) benannt, der während seiner Karriere eine Batting Average von 99,94 erzielte. Die Benennung wurde vom US-amerikanischen Astronomen Brian Marsden, dem Astronomen Duncan I. Steel aus dem Vereinigten Königreich und von Gareth Vaughan Williams vorgeschlagen.